# 全国高等学校デザイン選手権大会
全国高等学校デザイン選手権大会（ぜんこくこうとうがっこうデザインせんしゅけんたいかい／通称デザセン）は、探究型学習の成果発表の全国大会である。全国の高校生を対象に「社会を良くする」ための企画・アイデアを募集している。2009年より略称である『デザセン』を広報などに用いるようになった。
東北芸術工科大学が主催。1994年から毎年開催している。

## 探究型学習～成果発表の場として～
近年、 探究型学習やアクティブラ ーニングなどが教育に取り入れられ、大学入試においても大きな転換期を迎えてる。 「全国高等学校デザイン選手権大会」は、 デザインと称しているが造形表現のテクニックを競うものではない。
これまでの知識集積型の勉強だけではなく、コトの本質に目を向けて自ら考え解決方法を提案できる教育実践の場として、探究型学習やアクティブラーニング、 デザイン思考を用いた学習の成果発表としても活用されている。

## 大会の概要
東北芸術工科大学が主催する、 高校生を対象にした探究型学習の成果発表の全国大会。高校生が自らの視点で、社会や地域、身近なくらしの中から問題点を見つけ出し、その解決策を提案する。 何を取り組むべき課題として発見するか、それをどうとらえて探究するか。そして、いかに画期的な解決策を考えだし、その一連の内容をしっかりと伝達できるかを考え、毎年、高校生らしい視点で数多くの提案が寄せられる。
毎年、全国から 約1,000 もの提案書による応募があり、一次、二次審査を通過した10チームが決勝大会に進出し、 公開プレゼンテーションを行う。
決勝大会では、教育やクリエイティブなど多様な分野で活躍されている審査員との質疑応答により、 問題発見の視点とその分析力、 探究力、 企画力、 表現力などを総合的に審査し、優勝（文部科学大臣賞）を決める。 決勝大会の模様は、ニコニコ生放送やyoutubeでも配信される。

### テーマ
『明日の社会を見つめ、明日の世界を創造する』
高校生ならではの視点で、身の回りの問題・課題を見つけ、その新しい解決策を提案する。
大仰な感じがするが、平たく言うとテーマ設定は自由。身の回りのあらゆるモノ・コトを対象にすることが可能。
問題に気付き、どうしたらより良くできるか、考えをめぐらすこと、他人の意見に耳を傾けること。こうしたプロセスを経て、提案（アイデア）にまとめることがデザセンのテーマである。

### 応募資格
1. 同じ高校に通う生徒2〜3名で1チームをつくり、1チーム・1提案で応募する。1校から何チームでも応募が可能。※高等専門学校は3年生まで、中等教育学校は後期課程在籍、特別支援学校は高等部在籍のみ。
2. チーム内の組み合わせは、男子のみ、女子のみ、男女混合、学年混合など、同じ高校であれば自由である。
3. チームを構成するメンバーのうち、1名でも変更すれば異なるチームとみなされるため、1人で複数の応募が可能。

### 応募方法

#### 企画書の応募・一次審査

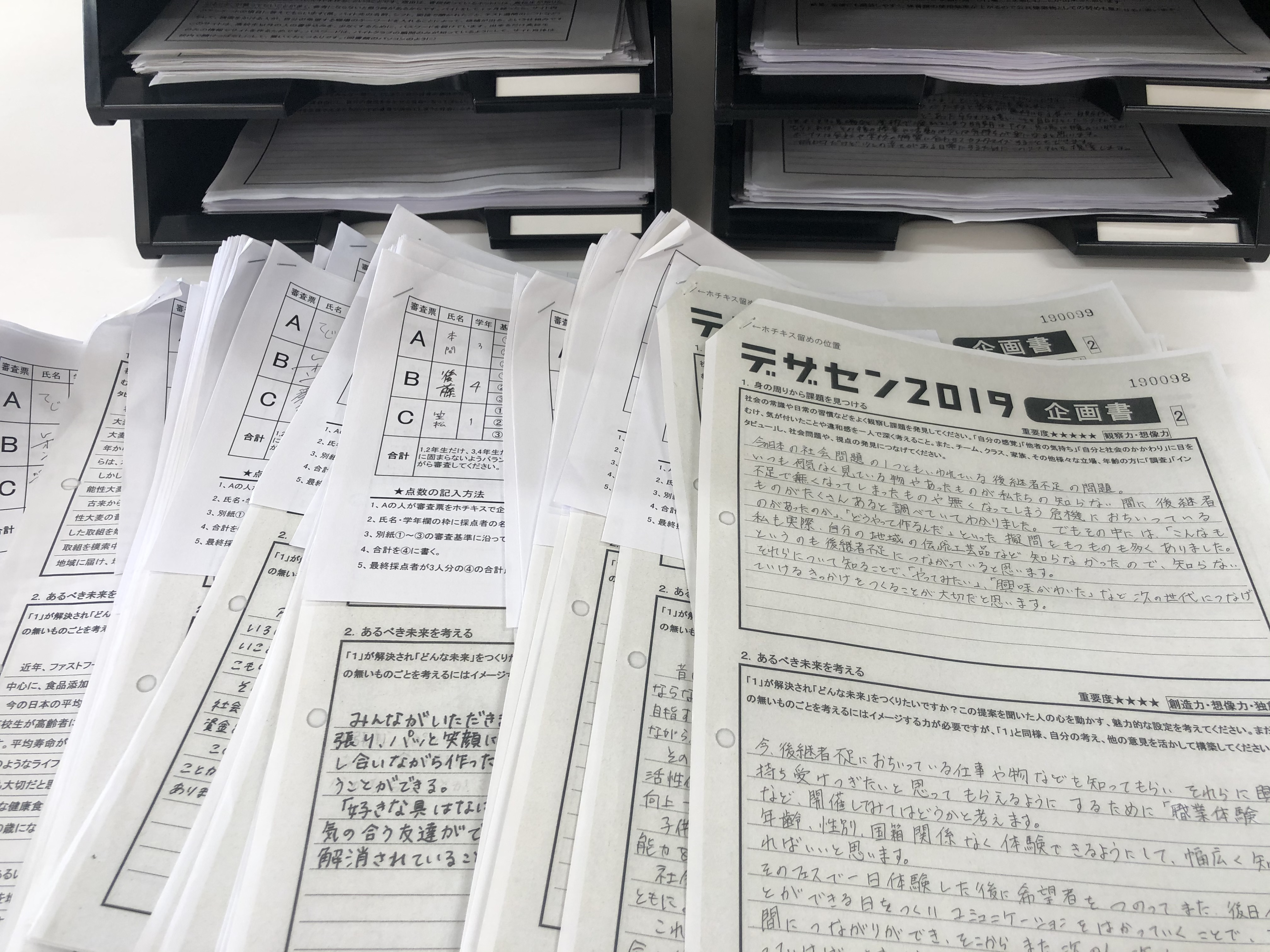

チームメンバーが決まったら、提案の内容をA4サイズの提案書にまとめて応募する。なお、企画書には規定のフォーマットがあり、大会公式ホームページからダウンロードして使用する。応募の締め切りは6月末。応募された提案書を審査し、二次審査に進むチームを決定する。

#### 提案パネルの応募・二次審査
提案の内容を、A2サイズのパネル2枚に分かりやすくまとめる。表現方法は文章、イラスト、写真など自由である。パネルというだけあり、スチレンボードや紙製ボードなど、折れ曲がらない程度に厚みのあるものを使用しなければならない。
応募された提案パネルを審査し、最終審査（決勝大会）に進むチームを決定する。

## 大会のコンセプト
今日、デザインという言葉が様々な場面で用いられるようになってきたが、一般的には、ものの色や形を考えるなどの「造型表現」のことを指す言葉であるとの認識が強い（「デザインが良い」＝「センスが良い」と認識されることが多い）。
デザセンでは、デザインは社会や日々の暮らし、または様々な仕事のなかで、問題や課題を発見し、解決策を具体的に提案していく一連の行為であり、社会全体、すべての人に関係することと位置づけている。
言い換えれば、物事を観察すること、そこから問題を発見すること、問題の解決策を考えること、解決策を人に分かりやすく伝えるために工夫をすることなど、表現に行き着くまでのプロセスにこそデザインの本質があると捉えている。
こうした「デザイン」をより多くの高校生に知ってもらうことこそ、デザセンの最大のコンセプトと言える。

### 3人で1チーム ― 3人は最小単位の「社会」
3人で1チームとしているのには明確な理由がある。
- 1人では発想の広がりが限られてしまう。
- 2人では意見が合わず、ケンカ別れする可能性がある。
- 3人であれば、意見が対立した場合にもうまくバランスを取ることができる。

勿論、異なるパーソナリティを持つ3人が、1つの課題に取り組むことは難しい。最終審査までの間に、乗り越えなければならない幾つものハードルがあるのは確かである。テーマが3人の一致をみるまでには、多くの議論と調査が必要だろう。つまり、3人のチームは合意形成を図るための小さな「社会」となるのである。
高校生によれば、最終審査までの間に「3回は泣く」のだという。良いアイデアが浮かばずに泣き、互いの意見がぶつかって泣き、最後に達成感を味わって泣く。まさに表現の結果だけではなく、そこにいたるまでのプロセスが重要であるというデザセンのコンセプトを体現しているかのようなエピソードである。

## 審査
デザセンでは、計2回の審査が行われる。

### 事前審査
提案書、提案パネルを基にした審査で、7〜9月に行われる。
「問題発見力」
単に個々の問題を扱うのではなく、これらの問題の背景にある様々な状況を理解し、意義のある問題設定をしているか。
「分析力」
問題に対して観察や調査などを行い、よく分析できているか。
「解決力」
問題に対して説得力があり、魅力的な提案ができているか。
「表現力」
テーマや分析、提案にいたるまでのプロセスを分かりやすく、適切に表現できているか。

### 最終審査（決勝大会）
事前審査によって選抜された10チームは、通知を受けた後すぐに最終審査（決勝大会）に向けた準備を始める。
決勝大会では、自分たちの提案内容を7分間でプレゼンテーションする。そのために内容をさらに深めたり、具現化したり、説明の仕方を考えたりなどの準備を進めていく。
応募した提案パネルは完成品ではなく、プレゼンテーションのためのターニングポイントに過ぎない。
デザセンが他のコンペティションと異なるのは、まさにこの部分である。
最終審査（決勝大会）での評価のポイントは、一次審査での評価ポイントに「発表力」が加わる。
プレゼンテーションが効果的になされたかどうか、内容を的確に伝えることができたかどうか、魅力的なプレゼンテーションであったかどうかが評価される。
会場前方には大型のスクリーンが用意され、映像を映し出すことができる。
スクリーンに映すことができるのは「ノートパソコンの画面」「書画カメラの映像」「会場内に設置されたビデオカメラの映像」の3つである。
最近では、出場チームの殆どがプレゼンテーションにパソコンを用いるようになった。

### '19年 第26回デザセン決勝大会審査員
- 中山ダイスケ（なかやま・だいすけ）アーティスト、アートディレクター／東北芸術工科大学教授　◎審査員長
- 藤原和博（ふじはら・かずひろ）教育改革実践家／元リクルート社フェロー／杉並区立和田中学校・元校長科主宰
- 八谷和彦（はちや・かずひこ）アーティスト
- 柿原優紀（かきはら・ゆうき）編集者・ローカルイベントディレクター／tarakusa株式会社 代表取締役
- 夏目則子（なつめ・のりこ）プランナー／東北芸術工科大学 企画構想学科 教授
- 矢部寛明（やべ・ひろあき）認定NPO法人底上げ 理事長 コミュニティデザイナー／東北芸術工科大学 コミュニティデザイン学科 講師

## これまでの大会で優勝したチーム（高校）
優勝校には優勝旗、文部科学大臣賞の賞状、トロフィー、副賞24万円相当が授与されている。
|              | 優勝校                                   | 提案のタイトル                                            |
| ------------ | ---------------------------------------- | --------------------------------------------------------- |
| '94年 第1回  | 山形県立新庄工業高等学校（山形県）       | 『Furniture for Children ひろみちゃん』                   |
| '95年 第2回  | 静岡県立清水東高等学校（静岡県）         | 『はまづくり '95』                                        |
| '96年 第3回  | 山形県立新庄工業高等学校（山形県）       | 『振り向けば雪国 〜利雪〜』                               |
| '97年 第4回  | 佐賀県立有田工業高等学校（佐賀県）       | 『若き乙女の悩み』                                        |
| '98年 第5回  | 佐賀県立有田工業高等学校（佐賀県）       | 『父娘（おやこ）は一日にして成らず』                      |
| '99年 第6回  | 滋賀県立八日市南高等学校(滋賀県)         | 『地球という大きな部屋のインテリアデザイン臨時増刊号』    |
| '00年 第7回  | 愛媛県立今治工業高等学校（愛媛県）       | 『1円革命』                                               |
| '01年 第8回  | 佐賀県立有田工業高等学校（佐賀県）       | 『リサイクル郵便局を作ろう！』                            |
| '02年 第9回  | 神戸市立神戸工業高等学校（兵庫県）       | 『見えるものと、見えないもの 良いニュースは何ひとつない』 |
| '03年 第10回 | 山形県立米沢工業高等学校（山形県）       | 『Asia can be saved!! chaff』                             |
| '04年 第11回 | 名古屋市立工芸高等学校(愛知県)           | 『SUPER HAPPY RAINY DAY!!』                               |
| '05年 第12回 | 神戸市立神戸工業高等学校（兵庫県）       | 『compare colors』                                        |
| '06年 第13回 | 愛知工業大学名電高等学校（愛知県）       | 『RAINBOW FLOWER PROJECT』                                |
| '07年 第14回 | 神戸市立科学技術高等学校（兵庫県）       | 『Made in ....』                                          |
| '08年 第15回 | 九州産業大学付属九州高等学校（福岡県）   | 『話し合いで解決しましょう。』                            |
| '09年 第16回 | 九州産業大学付属九州高等学校（福岡県）   | 『故人との思い出の取り扱い』                              |
| '10年 第17回 | 佐賀県立有田工業高等学校（佐賀県）       | 『男も見守る携帯アプリ ウームメン』                       |
| '11年 第18回 | 佐賀県立有田工業高等学校（佐賀県）       | 『あなたのおうちに。開局！選挙チャンネル』                |
| '12年 第19回 | 静岡県立伊東高等学校城ケ崎分校（静岡県） | 『レシート日記』                                          |
| '13年 第20回 | 山梨県立富士北稜高等学校（山梨県）       | 『Sexchange Day』                                         |
| '14年 第21回 | 伊東高等学校城ヶ崎分校（静岡県）         | 『体幹トレーニング・ぞうきんがけ世界一周』                |
| '15年 第22回 | 国分寺高等学校（東京都）                 | 『リアル人生ゲーム』                                      |
| '16年 第23回 | 高松工芸高等学校（香川県）               | 『センカツ』                                              |
| '17年 第24回 | 九州産業大学付属九州高等学校（福岡県）   | 『はーとふる通帳』                                        |
| '18年 第25回 | 佐賀県立有田工業高等学校（佐賀県）       | 『学生のための休み方改革』                                |
| '19年 第26回 | 九州産業大学付属九州高等学校（福岡県）   | 『アカ墓地』                                              |